# Supercopa da Itália de 1990
A Supercopa da Itália de 1990 ou Supercoppa Italiana 1990 (em italiano) foi a terceira edição dessa competição de futebol masculino profissional da Itália. Foi disputada entre o Napoli, campeão da série A de 1989–90, e a Juventus, campeã da Copa da Itália de 1989–90. A partida ocorreu em 1 de setembro de 1990 no estádio San Paolo em Nápoles, na Itália. O Napoli venceu o jogo por 5–1.

## Participantes
| Napoli   | Campeão da série A de 1989-90       |
| Juventus | Campeã da Copa da Itália de 1989–90 |

## Ficha do jogo
| 1 de setembro de 1990 | Napoli                                                          | 5 – 1       | Juventus   | San Paolo, Nápoles                                       |
| 20:45 CET (UTC+1)     | Silenzi 8' · Careca 20' · Crippa 44' · Silenzi 45' · Careca 71' | (Relatório) | 39' Baggio | Público: 62 404[carece de fontes?] Árbitro: Carlo Longhi |

| Napoli | Juventus |

| NAPOLI:       |                     |     |     |
|               |                     |     |     |
| 1             | Giovanni Galli      |     |     |
| 2             | Ciro Ferrara        | 38' |     |
| 3             | Giovanni Francini   |     |     |
| 4             | Massimo Crippa      |     | 80' |
| 5             | Alemão              |     |     |
| 6             | Marco Baroni        |     |     |
| 7             | Giancarlo Corradini | 74' |     |
| 8             | Fernando De Napoli  |     |     |
| 9             | Careca              |     |     |
| 10            | Diego Maradona      |     |     |
| 11            | Andrea Silenzi      |     | 70' |
| Reservas:     |                     |     |     |
| 13            | Ivan Rizzardi       |     | 80' |
| 14            | Massimo Mauro       |     | 70' |
| Técnico:      |                     |     |     |
| Alberto Bigon |                     |     |     |

| JUVENTUS:      |                     |     |     |
|                |                     |     |     |
| 1              | Stefano Tacconi     |     |     |
| 2              | Nicolò Napoli       |     |     |
| 3              | Dario Bonetti       |     | 46' |
| 4              | Roberto Galia       |     |     |
| 5              | Júlio César         |     |     |
| 6              | Luigi De Agostini   |     |     |
| 7              | Thomas Häßler       |     | 46' |
| 8              | Giancarlo Marocchi  |     |     |
| 9              | Pierluigi Casiraghi |     |     |
| 10             | Roberto Baggio      |     |     |
| 11             | Salvatore Schillaci |     |     |
| Reservas:      |                     |     |     |
| 13             | Marco De Marchi     | 57' | 46' |
| 14             | Daniele Fortunato   |     | 46' |
| Técnico:       |                     |     |     |
| Luigi Maifredi |                     |     |     |

| REGULAMENTO - 90 minutos. - 30 minutos de prorrogação caso haja empate no tempo normal. - Persistindo o empate, o vencedor será decidido nas penalidades máximas. - Cinco jogadores substitutos. - Máximo de duas substituições. |

## Premiação
| Supercopa da Itália de 1990 |
| Itália                      |
| --------------------------- |
| Napoli Campeão (1º título)  |